# Produkcja filmu

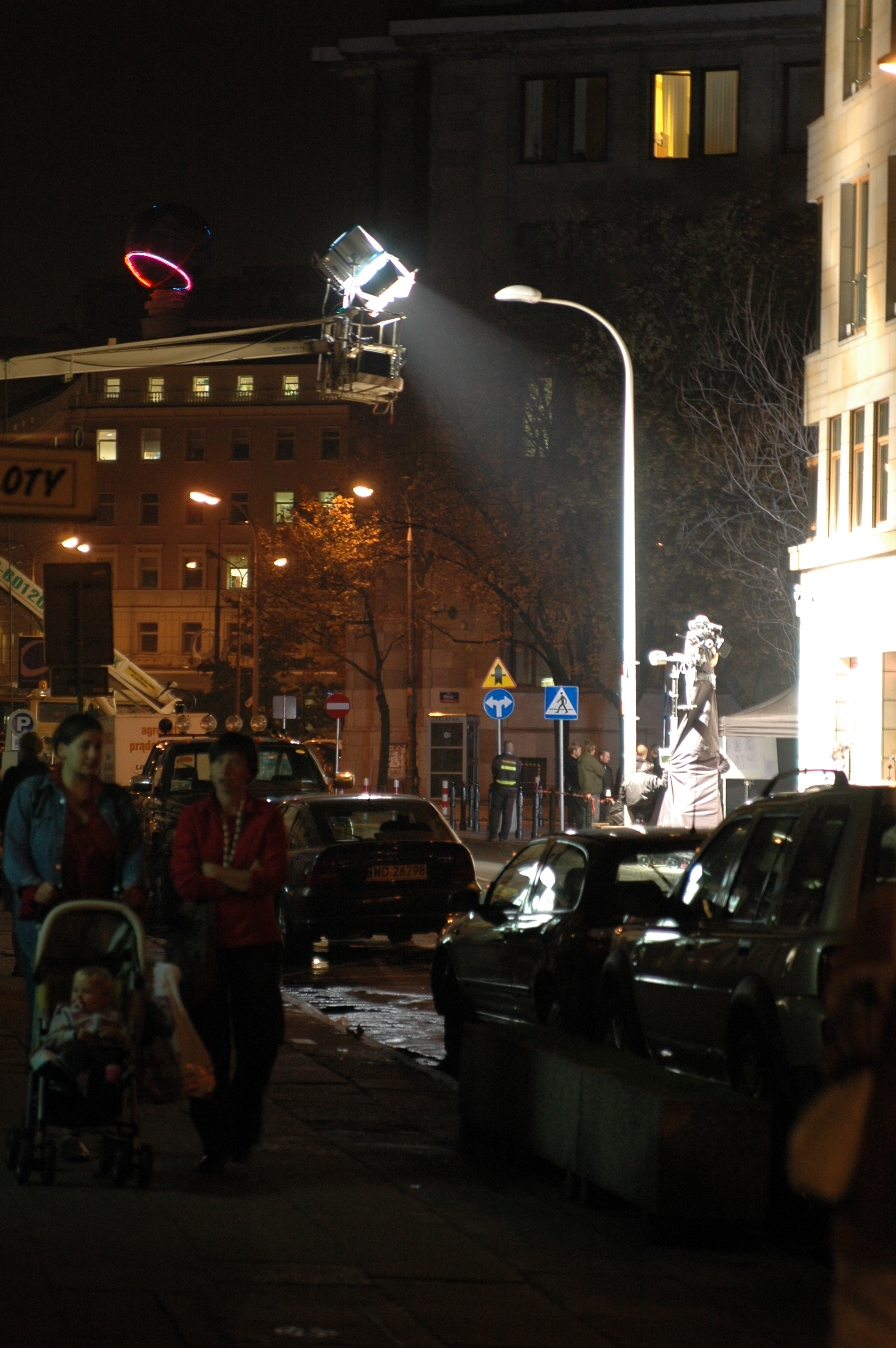
Produkcja filmu, Warszawa (2006)

Produkcja filmu – zespół czynności twórczych, organizacyjnych, ekonomicznych, prawnych i technicznych, prowadzących do wytworzenia filmu w postaci kopii wzorcowej.
Produkcja filmu dzieli się na etapy:
- preprodukcja
- produkcja, czyli okres zdjęciowy
- postprodukcja